# Война «Тойот»
Война «Тойот» — последняя фаза чадско-ливийского конфликта. Война названа в честь Toyota Hilux, прочного рамного джипа, который использовали вооружённые силы Чада для мобильного перемещения войск в боях против ливийцев. Война закончилась в 1987 году полным поражением ливийцев, которые потеряли десятую часть своей армии, 7500[уточнить] солдат были убиты на поле боя, к тому же чадские войска захватили у ливийцев военного оборудования на сумму 1,5 млрд долларов США. Потери Чада составили 1000 убитых солдат.

## История конфликта
Первоначальная мотивация Каддафи его вмешательства во внутренние дела Чада состояла в намерении вернуть полосу Аузу, узкую полосу территории между Чадом и Ливией, на которую Ливия предъявляла территориальные претензии. По договору 1935 года между Францией и Италией полоса отошла Италии (договор не был ратифицирован Францией), затем в 1955 году был заключён договор между Ливией и Францией, передававший полосу Франции. После распада французской колониальной империи полоса Аузу перешла к Чаду. Кроме того, идея Джамахирии предполагала объединение всех арабских государств, и создание союзного государства южнее Ливии, с перспективой распространения влияния Ливии на всю Центральную Африку и ослабление влияния Франции хорошо вписывались в эту картину.

## Ход войны

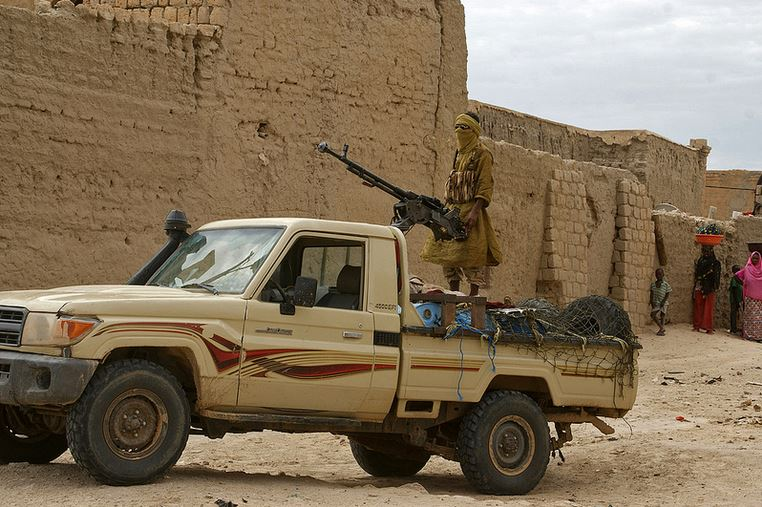
Современный вариант пикапа Toyota в качестве импровизированной боевой машины, Северная Африка

В начале 1987 года (последнего года войны), ливийский экспедиционный корпус по-прежнему представлял собой серьёзную силу, включая 8000 военнослужащих, 300 танков, много единиц РСЗО и артиллерийских орудий, вертолётов Ми-24 и 60 боевых самолётов. Эти силы не были объединены в единую группировку войск, они были разделены на Оперативную группу «Юг» (принимавшей участие в боях в Тибести, 2500 солдат) и Оперативную группу «Восток», (воевавшей, главным образом, в Файя-Ларжо).
Ливийские вооружённые силы превосходили чадские по уровню оснащённости, но имели целый ряд серьёзных недостатков. Ливийцы были подготовлены к ведению вооружённых действий, в которых они бы обеспечивали наземную и воздушную поддержку своим союзникам в Чаде (повстанцев, борющихся против центральной власти Нджамены), оказывать им помощь в осуществлении наземных операций и обеспечивать разведку. Однако, в 1987 году, Каддафи потерял своих союзников, так как те заключили перемирие с властями Чада. Ливийские гарнизоны на территории Чада стали напоминать изолированные и уязвимые острова. Также важным моментом является низкий моральный дух в ливийских войсках, которые воевали в чужой стране и структурная дезорганизации сухопутных войск Ливии, которые находились в не лучшей форме из-за страха Каддафи в организации военного переворота против него. Этот страх привел его к тому, что он старался избегать чрезмерного укрепления вооружённых сил страны.
Ливийцам пришлось иметь дело со значительно более морально подготовленными вооружёнными силами Чада, в состав которых входило 10 тыс. солдат под руководством опытных и способных командиров, таких как: Идрис Деби, Хассан Джамус и Хиссен Хабре. В то же время у Чада не было военно-воздушных сил, нормальной бронетехники и было всего несколько противотанковых и зенитных орудий. Но в 1987 году французские ВВС оказали помощь Чаду и, что более важно, — Франция поставила в Чад 400 внедорожников марки Toyota: одна часть которых была оборудована пулемётами, а другая — ПТРК «Милан». Именно эти внедорожники, которые и дали название «война тойот», сыграли решающую роль в победе Чада в данном конфликте.

## Ход боевых действий
Ливийская группировка имела на тот момент в основном советское вооружение, включая танки Т-55, БМП-1, вертолеты Ми-24, истребители МиГ-23, комплексы ПВО.
Основной ударной силой ЧНВС были около 400 внедорожников — в основном пикапов Toyota Land Cruiser 40 и 70-й серий, вооруженных ПТРК Milan и безоткатными орудиями.
Используя партизанскую тактику с глубокими обходами и фланговыми ударами (благо, пустынная местность предоставляла для этого отличную возможность), высочайшую маневренность и быстроходность своих импровизированных боевых машин, хорошее знание местности, чадцы в двух сражениях наголову разгромили ливийскую группировку.
Потери ливийцев составили около двух тысяч человек, около 200 танков и столько же БМП, две зенитные батареи, 11 самолётов L-39. Часть вооружения, в первую очередь зенитные комплексы и самолёты, была захвачена чадцами после панического бегства ливийских солдат.

## Итоги
После окончания войны вопрос о государственной принадлежности полосы Аузу по согласию сторон был передан в Международный суд ООН. В соответствии с решением суда, вынесенным в 1994 году, полоса Аузу является частью Чада.